# Episodi di Odd Job Jack (quarta stagione)
La quarta stagione della serie animata Odd Job Jack, composta da 13 episodi, è stata trasmessa in Canada, da CTV Comedy Channel, dal 5 marzo 2003 al 14 agosto 2004.
In Italia è stata trasmessa dal 10 maggio 2008 su Comedy Central.
| nº | Titolo originale                 | Titolo italiano             | Prima TV USA      | Prima TV Italia |
| -- | -------------------------------- | --------------------------- | ----------------- | --------------- |
| 1  | No One Likes a Gorilla!          | A nessuno piace un gorilla! | 22 luglio 2007    | 10 maggio 2008  |
| 2  | Jack Ryder: Mindhumper           |                             | 29 luglio 2007    | 10 maggio 2008  |
| 3  | The Good Locksmith               | Bravo fabbro                | 5 agosto 2007     | 17 maggio 2008  |
| 4  | Insecticidal Tendencies          | Tendenze insetticide        | 12 agosto 2007    | 17 maggio 2008  |
| 5  | The Flight of the Bumbling Idiot |                             | 19 agosto 2007    | 24 maggio 2008  |
| 6  | The Beauty Beast                 | La bella bestia             | 26 agosto 2007    | 24 maggio 2008  |
| 7  | Ryder's Ride                     |                             | 2 settembre 2007  | 31 maggio 2008  |
| 8  | Jack to the Future               | Jack al futuro              | 9 settembre 2007  | 31 maggio 2008  |
| 9  | Master of Temps                  | Maestro dei precari         | 16 settembre 2007 | 7 giugno 2008   |
| 10 | Revolving Jobs                   | Blocco lavorativo           | 23 settembre 2007 | 7 giugno 2008   |
| 11 | You Almost Got Served            | Notifiche impossibili       | 30 settembre 2007 | 14 giugno 2008  |
| 12 | King Whore                       | Re del marciapiede          | 7 ottobre 2007    | 14 giugno 2008  |
| 13 | Jack And The Magic Pencil        | Jack e la penna magica      | 14 ottobre 2007   | 21 giugno 2008  |